# The God That Never Was
The God That Never Was (с англ. — «Бог, которого никогда не было») — седьмой студийный альбом шведской дэт-метал-группы Dismember, выпущенный 7 марта 2006 года на лейбле Regain Records.
На композицию из этого альбома — «Trail of the Dead», был снят клип.

## Список композиций
| №                   | Название                                    | Текст песни         | Музыка                          | Длительность |
| ------------------- | ------------------------------------------- | ------------------- | ------------------------------- | ------------ |
| 1.                  | «The God That Never Was»                    | Фред Эстбю          | Давид Блумквист, Мартин Перссон | 2:09         |
| 2.                  | «Shadows of the Mutilated»                  | Матти Кярки         | Эстбю, Блумквист, Перссон       | 3:26         |
| 3.                  | «Time Heals Nothing»                        | Кярки               | Эстбю, Блумквист, Перссон       | 3:40         |
| 4.                  | «Autopsy»                                   | Кярки               | Эстбю                           | 3:39         |
| 5.                  | «Never Forget, Never Forgive»               | Кярки               | Блумквист                       | 1:44         |
| 6.                  | «Trail of the Dead»                         | Кярки               | Эстбю, Перссон                  | 3:13         |
| 7.                  | «Phantoms (Of the Oath)» (инструментальная) |                     | Блумквист                       | 3:55         |
| 8.                  | «Into the Temple of Humiliation»            | Эстбю               | Эстбю, Блумквист, Перссон       | 4:08         |
| 9.                  | «Blood for Paradise»                        | Кярки               | Эстбю                           | 2:19         |
| 10.                 | «Feel the Darkness»                         | Эстбю               | Эстбю                           | 3:39         |
| 11.                 | «Where No Ghost Is Holy»                    | Эстбю               | Блумквист, Перссон              | 3:39         |
| Общая длительность: | Общая длительность:                         | Общая длительность: | Общая длительность:             | 35:35        |

## Участники записи
Dismember
- Матти Кярки — вокал
- Давид Блумквист — гитара, бас-гитара
- Мартин Перссон — гитара, бас-гитара
- Фред Эстбю — ударные, продюсирование, звукоинженер, сведение

Произведственный персонал
- Питер Ин де Бету — мастеринг
- Дэн Сигрейв — обложка